# Khulna (Division)
Die Division Khulna (Bengalisch: খুলনা বিভাগ, Khulnā bibhāg) ist eine von acht Verwaltungseinheiten Bangladeschs, die den Distrikten übergeordnet und nach ihrer jeweilig größten Stadt benannt sind. Die Fläche umfasst 22.273,21 km². Sie befindet sich im Südwesten des Landes. Die Bevölkerungszahl der Division beträgt ca. 17 Mio. Einwohner. Die Verwaltungshauptstadt ist die gleichnamige Stadt Khulna.
Die Division Khulna grenzt im Norden an die Verwaltungseinheit Rajshahi, im Osten an Dhaka und Barishal, im Süden an den Golf von Bengalen sowie im Westen an den indischen Bundesstaat Westbengalen.
Die Verwaltungseinheit setzt sich aus zehn Distrikten zusammen und hat 28 Stadtverwaltungen und zahlreiche lokale Subverwaltungskategorien.
Die Distrikte sind: Bagerhat, Chuadanga, Jessore, Jhenaidah, Khulna, Kushtia, Magura, Meherpur, Narail und Satkhira.
Innerhalb der Verwaltungseinheit, in den Distrikten Satkhira, Bagerhat und Khulna, befinden sich die Sundarbans, das Deltagebiet von Ganges (in Bangladesch Padma) und Brahmaputra (in Bangladesch Jamuna).
Bei der Teilung Britisch-Indiens im Jahr 1947 erhielt Indien abweichend von der sonstigen Teilungsideologie den mehrheitlich muslimischen westbengalischen Bezirk Murshidabad, da hier ein wichtiger Zufluss des Ganges zum Fluss Hugli besteht, der für die Schiffbarkeit des Flusses und damit indirekt für den Hafen von Kolkata wichtig ist. Als Ausgleich wurde der damalige Distrikt Khulna, obwohl er eine Hindu-Mehrheit hatte, zu Ost-Pakistan (heute Bangladesch) geschlagen.

## Bevölkerungsentwicklung
| Jahr           | Einwohnerzahl |
| -------------- | ------------- |
| Zensus 1991    | 12.688.383    |
| Zensus 2001    | 14.705.229    |
| Zensus 2011    | 15.687.759    |
| Schätzung 2016 | 17.252.000    |